# NGC 1990

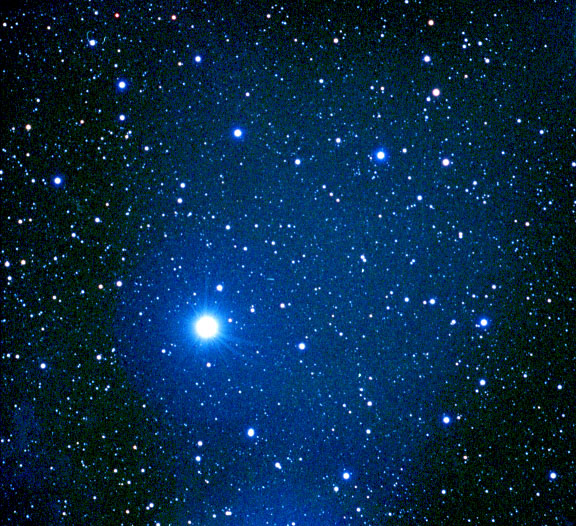
Alnilam iluminând nebuloasa NG 1990.

NGC 1990 (sau LBN 940) este o nebuloasă de reflexie situată în constelația Orion.
A fost descoperită de astronomul William Herschel, la 1 februarie 1786,
cu un telescop a cărui oglindă principală avea diametrul de 47,50 cm (18,7 țoli).